# Miles Hawk Major
Die Miles Hawk Major ist ein als Reise- und Rennflugzeug eingesetztes Kleinflugzeug des britischen Herstellers Miles Aircraft.

## Entwicklung und Konstruktion
Die Hawk Major wurde von Frederick George Miles als Nachfolger der Miles Hawk entwickelt. Im Gegensatz zur Hawk wird die Hawk Major von einem de Havilland Gipsy III angetrieben. Der Motorträger besteht aus Metall statt aus Holz und das Fahrwerk ist verkleidet. Der Prototyp mit der Bezeichnung M.2F Hawk Major absolvierte seinen Jungfernflug im Jahr 1934 und belegte im gleichen Jahr mit einer Durchschnittsgeschwindigkeit von 147,78 mph (237,83 km/h) den zweiten Platz beim King’s Cup Race. Daraufhin wurde eine einsitzige Rennversion mit der Bezeichnung M.2E Gipsy Six Hawk entwickelt, die von einem de Havilland Gipsy Six mit einer Nennleistung von 200 PS (147 kW) angetrieben wurde. Die Serienversion hingegen war mit einem de Havilland Gipsy Major mit 130 PS (96 kW) ausgerüstet. Die Maschine verkaufte sich gut an Privatbesitzer. Darunter waren auch zwei mit einem Rauchgenerator versehene Exemplare, die als Himmelsschreiber eingesetzt wurden. Die M.2F wurde schließlich durch die M.2H abgelöst. Einige Rennmaschinen wurden auch hiervon hergestellt. Im Oktober 1935 flog der Squadron Leader der Royal Air Force Malcolm C. McGregor im Zuge des MacRobertson-Luftrennens mit einer Hawk Major in sieben Tagen und fünfzehn Stunden von der RAF Mildenhall nach Melbourne in Australien.
Im Jahr 1936 nahm Arthur Edmond Clouston mit der Miles Hawk IV mit dem Kennzeichen G-ADOD am Schlesinger Race von Portsmouth nach Johannesburg teil. Clouston beendete das Rennen jedoch nicht, da er aufgrund von Triebwerksproblemen 150 mi (241 km) südlich von Salisbury notlanden musste.
1935 wurde auf Basis der Hawk Major die Miles Hawk Trainer als Schulflugzeug entwickelt.

## Versionen

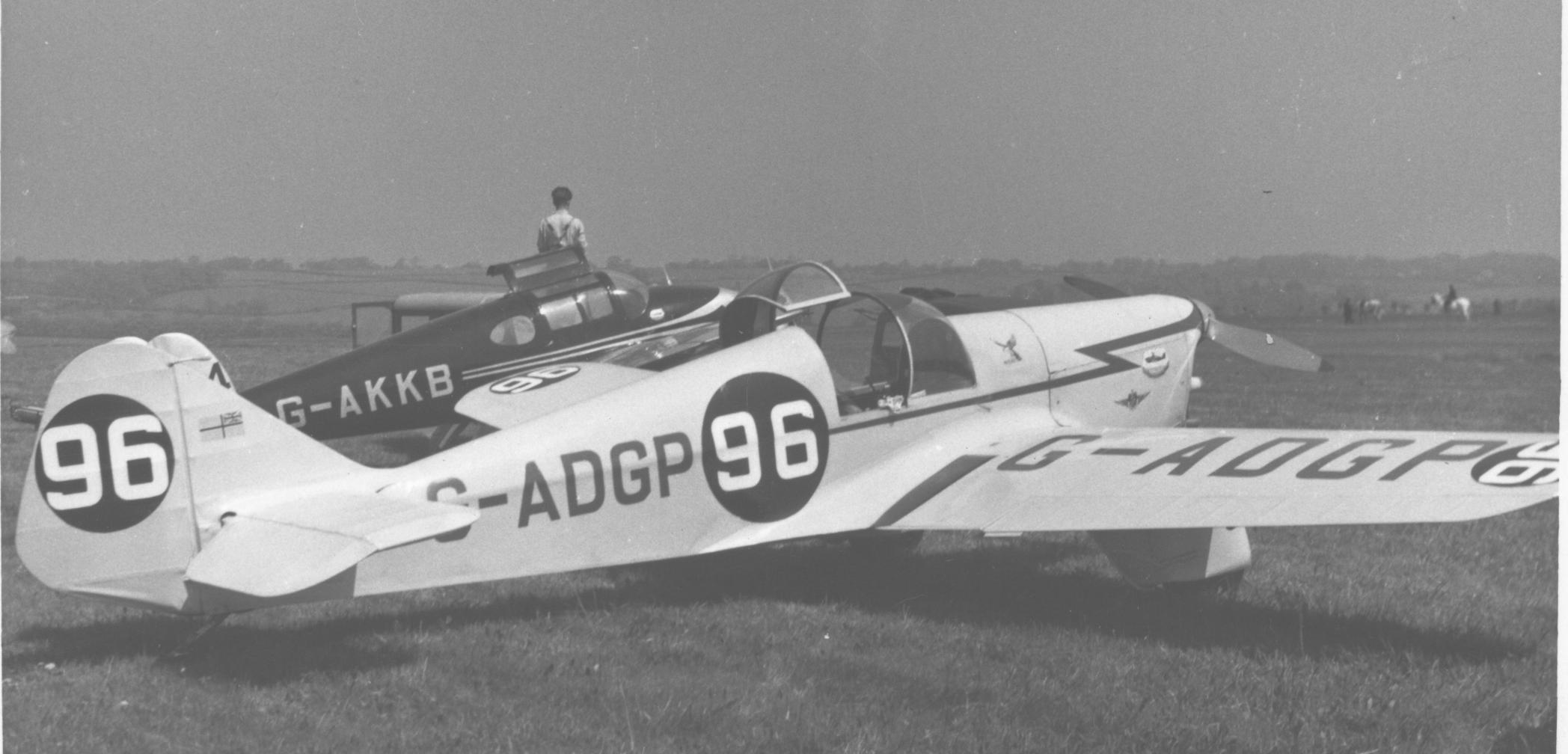
Miles M.2L Hawk Speed Six im Mai 1955

M.2E Gipsy Six Hawk (Spätere Bezeichnung Hawk Speed Six)
Einsitzige Rennversion, angetrieben von einem de Havilland Gipsy Six mit 200 PS (147 kW), ein Exemplar gebaut
M.2F Hawk Major
Serienversion, angetrieben von einem de Havilland Gipsy Major
M.2G Hawk Major
Dreisitzige Version mit geschlossener Kabine, ein Exemplar gebaut
M.2H Hawk Major
War das wahrscheinlich erste britische Flugzeug mit Spreizklappen. 39 Exemplare ab November 1934 gebaut, Antrieb wie M.2F
M.2K Hawk Major
Angetrieben von einem Cirrus Hermes II mit 105 PS (77 kW), ein Exemplar gebaut
M.2L Hawk Speed Six
Angetrieben von einem de Havilland Gipsy Six 1F mit 200 PS (147 kW), ein Exemplar gebaut
M.2M Hawk Major
Dreisitzige Version, angetrieben von einem de Havilland Gipsy Major, zwei Exemplare gebaut
M.2P Hawk Major
Version mit Doppelsteuerung und breiterem Cockpit, angetrieben von einem de Havilland Gipsy Major, drei Exemplare gebaut
M.2R Hawk Major de Luxe
Rennversion, angetrieben von einem de Havilland Gipsy Major, zwei Exemplare gebaut
M.2S
Langstreckenversion, angetrieben von einem Blackburn Cirrus Major mit 150 PS (110 kW)
M.2T
Einsitzige Langstreckenversion, angetrieben von einem Blackburn Cirrus Major, zwei Exemplare gebaut
M.2U Hawk Speed Six
Rennversion, angetrieben von einem de Havilland Gipsy Major Six R, ein Exemplar gebaut

## Betreiber
Vereinigtes Königreich
- Royal Air Force

## Technische Daten (M.2F)
| Kenngröße             | Daten                                            |
| --------------------- | ------------------------------------------------ |
| Besatzung             | 1                                                |
| Passagiere            | 1                                                |
| Länge                 | 24 ft (7,3 m)                                    |
| Spannweite            | 33 ft (10,1 m)                                   |
| Höhe                  | 6,67 ft (2 m)                                    |
| Flügelfläche          | 169 ft² (15,7 m²)                                |
| Leermasse             | 1.150 lb (522 kg)                                |
| max. Startmasse       | 1.850 lb (839 kg)                                |
| Höchstgeschwindigkeit | 150 mph (241 km/h)                               |
| Dienstgipfelhöhe      | 20.000 ft (6.096 m)                              |
| Reichweite            | 560 mi (901 km)                                  |
| Triebwerke            | 1 × de Havilland Gipsy Major mit 200 PS (147 kW) |

## Erhaltene Exemplare
- M.2L Speed Six, Kennzeichen G-ADGP, auf dem White Waltham Airfield in der Nähe von Maidenhead, Berkshire
- M.2H Hawk Major, Kennzeichen DG590, im Montrose Air Station Heritage Centre in Montrose, Schottland
- M.2H Hawk Major, Kennzeichen G-ADAS, im TAM Museum in São Paulo, Brasilien